# جوناثان ماكدونالد
جوناثان ماكدونالد (بالإسبانية: Jonathan McDonald)‏ (28 أكتوبر 1987 بسان خوسيه في كوستاريكا - ) هو لاعب كرة قدم كوستاريكي في مركز الهجوم . شارك مع منتخب كوستاريكا تحت 20 سنة لكرة القدم ومنتخب كوستاريكا تحت 23 سنة لكرة القدم ومنتخب كوستاريكا لكرة القدم. أما مع النوادي، فقد لعب مع ديبورتيفو سابريسا وفانكوفر وايتكابس ونادي كالمار ونادي ألاجولينسي وفانكوفر وايتكابس (نادي كرة قدم) وA.D. Carmelita ‏ ونادي هيريديانو.

## وصلات خارجية
- جوناثان ماكدونالد على موقع الاتحاد الدولي (مؤرشف)  (الإنجليزية)
- جوناثان ماكدونالد على موقع قاعدة بيانات كرة القدم.إي يو (الإنجليزية)
- جوناثان ماكدونالد على موقع ناشيونال فوتبول تيمز (الإنجليزية)
- جوناثان ماكدونالد على موقع Soccerway.com (الإنجليزية)
- جوناثان ماكدونالد على موقع AS.com (الإسبانية)